# Giles Fletcher il Vecchio
Gilles Fletcher, detto il Vecchio per non confonderlo con il figlio Giles Fletcher detto il Giovane (Canbrook, 1548 – Londra, 1611), è stato uno scrittore scozzese.
Nel 1588 fu inviato come diplomatico in Russia; tornò nel 1589, pubblicando due anni più tardi Sul benessere della Russia.
Nel 1593 pubblicò il canzoniere Licia.